# Château d'Amberley
Le château d'Amberley se trouve dans le village d' Amberley, dans le Sussex de l'Ouest.
Le château est érigé comme manoir du XIIe siècle et fortifié en 1377, lui donnant une enceinte en pierre de forme losangique avec de hautes courtines, des tours intérieures à chaque coin, une grande salle et une porterie. Elle sert de forteresse aux évêques de Chichester. Les murs, la porterie et deux des tours sont un bâtiment classé Grade I et sont maintenant utilisés comme hôtel privé.

## Histoire

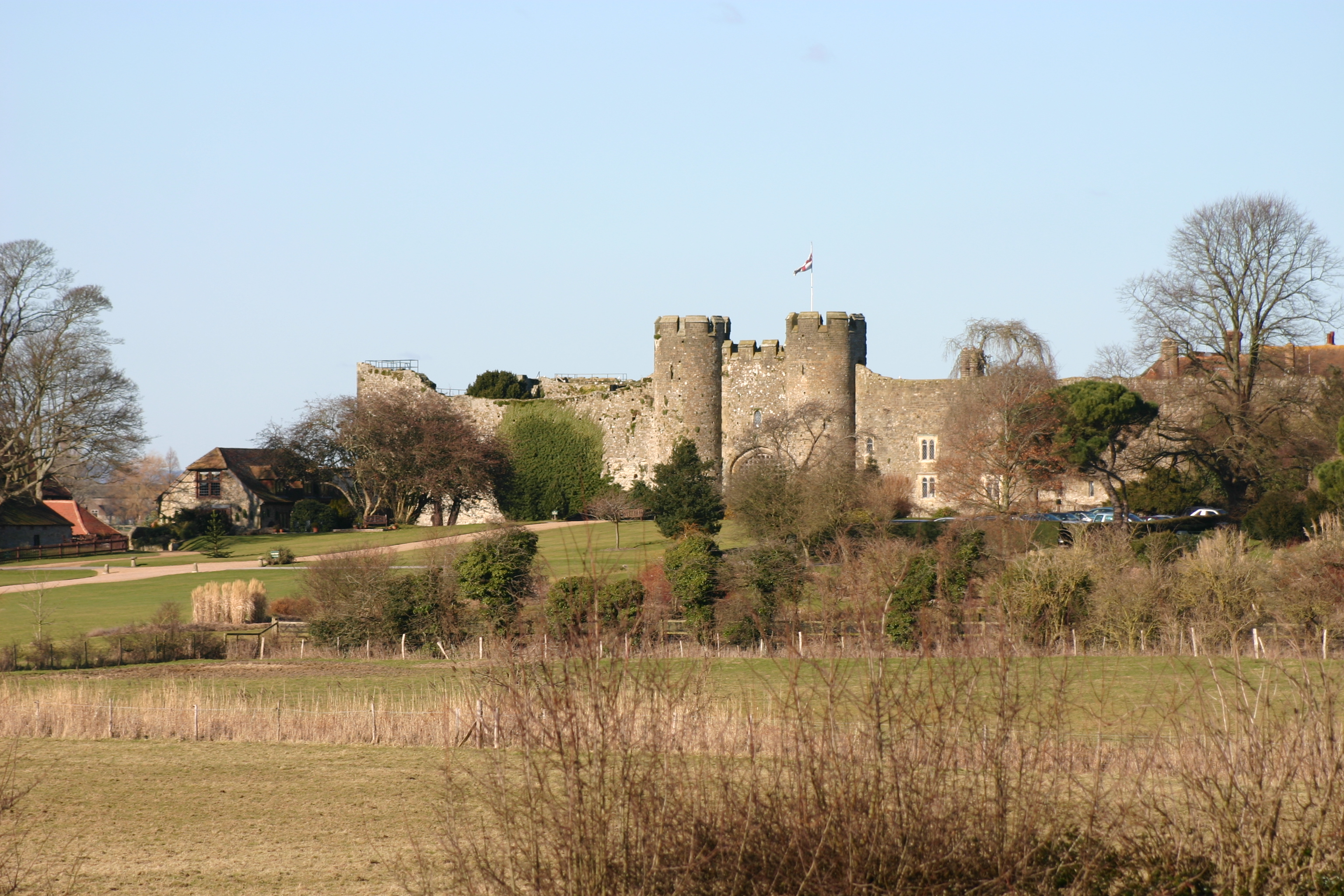
Château d'Amberley

Le site sur lequel se trouve le château est attribué à l'abbaye de Selsey par Cædwalla de Wessex en 683 apr. J.-C. Lorsque l'évêché est transféré à Chichester, après la conquête normande, il continue à être détenu par les évêques de Chichester. La première structure enregistrée est une loge à pans de bois construite par l'évêque Ralph de Luffa en 1103. Elle est démolie en 1140 par l'évêque Seffrid Ier et remplacée par un hall en pierre plus élaboré, à laquelle l'évêque Seffrid II ajoute l'aile est en 1200. Une grande salle plus grande est ajoutée par l'évêque John Langton entre 1305 et 1337, lorsque le site est connu sous le nom de palais d'été de l'évêque de Chichester.
L'évêque William Reade fait démolir la Grande Salle et la remplace par une autre et, en 1377, demande et obtient l'autorisation de fortifier le site et d'ajouter la guérite et l'oubliette. Des murs atteignant 40 pieds de haut sont construits autour de l'ensemble du site. L'évêque Robert Sherborne, décédé en 1536, est le dernier évêque de Chichester à occuper le château, après quoi il est loué à un certain nombre de locataires.

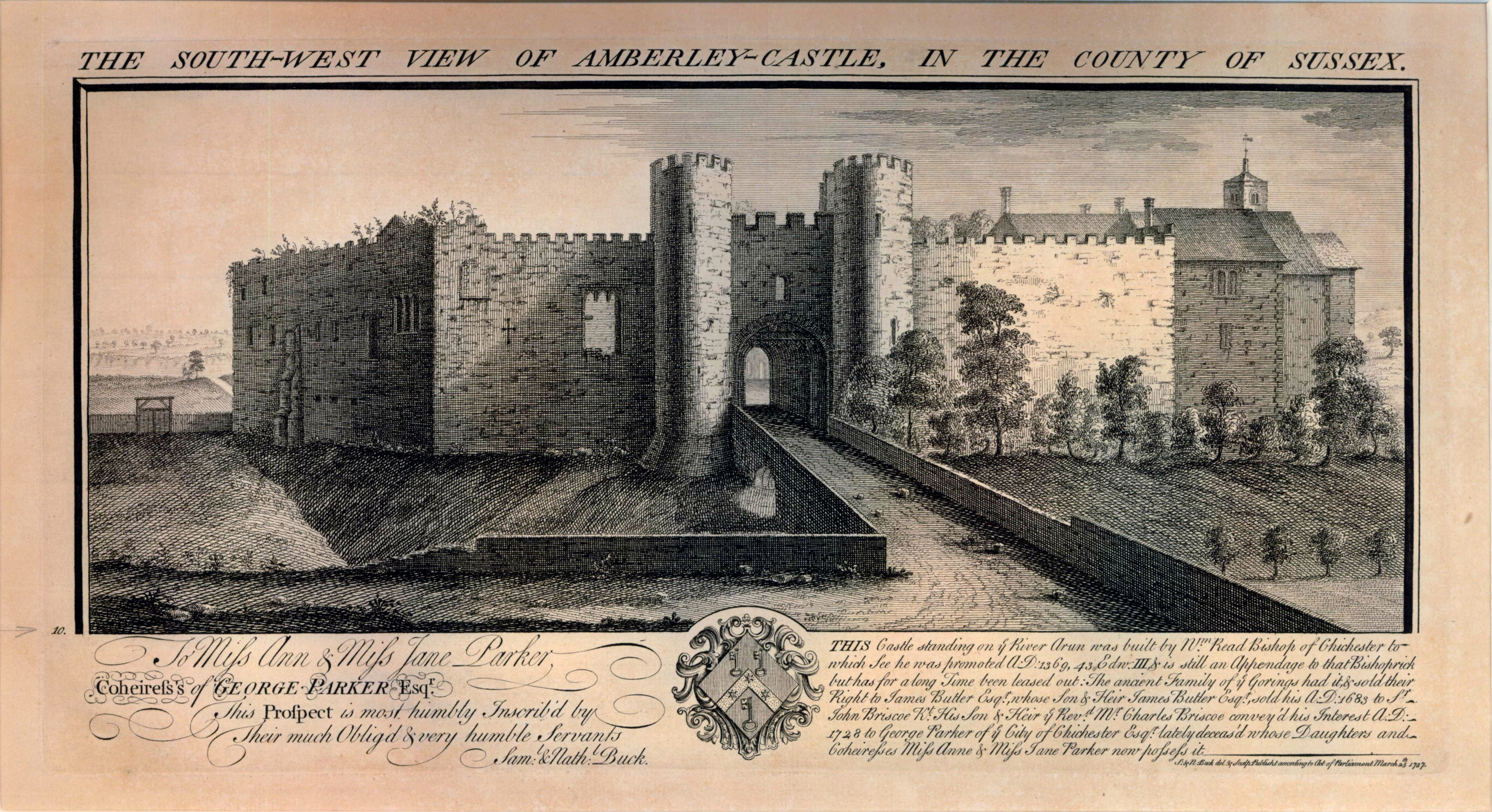
Une gravure du château du XVIIIe siècle par Samuel et Nathaniel Buck

Pendant la guerre civile anglaise, le locataire royaliste amène Oliver Cromwell à ordonner au général William Waller d'attaquer le château, ce qui entraîne une perte de 20 pieds de la hauteur des murs et la destruction de la Grande Salle. Le château est vendu à un certain M. Butler mais restitué à l'évêque de Chichester après la restauration de la monarchie en 1660. Les Butler restent locataires, suivis par les Brisco.
En 1872, le château est vendu à Robert Curzon, 15e Lord Zouche, qui l'utilise comme pavillon de chasse avant de le vendre à Henry Fitzalan-Howard, 15e duc de Norfolk en 1893. Connu sous le nom de « le duc bâtisseur », il rénove le château, modernise le Château d'Arundel et construit la cathédrale d'Arundel. En 1926, le château passe à la famille Emmet en 1982 à Hollis Baker, en 1987 à une famille américaine et en 1988 à Joy et Martin Cummings, qui le transforment en hôtel de campagne. De 2004 à aujourd'hui, le château est membre des Relais & Châteaux.